# Bifosfoglicerato
O 2,3-BPG (bifosfoglicerato; antigamente denominado difosfoglicerato) é uma substância encontrada no interior da hemácia responsável por reduzir a afinidade da hemoglobina (Hb) pelo oxigênio (O2) através da sua ligação à hemoglobina, com a finalidade de facilitar a liberação do oxigênio para os tecidos. O 2,3-BPG existe em quantidade idêntica à da hemoglobina e encontra-se em combinação com este pigmento.
O BPG liga-se fortemente à desoxiHb em uma relação molar 1:1, porém sua ligação à oxiHb é mais fraca. Por isso, a presença de BPG ajuda a manter a conformação desoxi da hemoglobina, reduzindo assim sua afinidade pelo oxigênio. A ligação do BPG com a conformação desoxi da hemoglobina pode ser diminuída utilizando uma alta concentração salina, sugerindo assim um caráter iônico para essa associação.

## BPG no organismo
O nível de BPG no organismo pode variar de acordo com algumas condições como, por exemplo, altas altitudes, falta de oxigenação (hipóxia), anemia e insuficiência respiratória. Níveis aumentados de BPG no organismo são parcialmente responsáveis pela adaptação às grandes altitudes, um processo fisiológico complexo onde estão envolvidos dois eventos; o aumento da quantidade de hemoglobina nos eritrócitos e o aumento do número de eritrócitos, processo esse que demora algumas semanas para ser finalizado.